# 叶延滨
叶延滨（1948年11月17日—），男，黑龙江哈尔滨人，中国诗人，原北京广播学院文艺系系主任、教授，《诗刊》原主编、编审，中国作家协会名誉委员。